# Base aérienne de Sambir
La base aérienne de Sambir (ukrainien : Авіабаза «Калинів») est une base située près de la ville de Novyï Kalyniv, raïon de Sambir dans l'oblast de Lviv, en Ukraine.

## Histoire
Elle fut la base du 628e régiment d'aviation en 1944. C'est en 1954 qu'une unité de transport aérien, à l'époque équipée de Li-2 (Douglas DC-3), est transférée de la base aérienne de Nijyn (oblast de Tchernihiv). À partir de 1955, cette unité est équipée d'hélicoptères, d'abord des Mi-4 et Mi-6, puis des Mi-8 Hip et enfin des Mi-26 Halo. À l'époque soviétique, un régiment d'attaque de Su-25 est également basé à Novyï Kaliniv. Les hélicoptères de cette unité ont participé aux opérations liées à la catastrophe de Tchernobyl, puis, dans les années 1990, à différentes opérations de maintien de la paix de l'ONU, notamment dans l'ex-Yougoslavie et en Afrique.
Maintenant elle accueille la  la 12e brigade d'aviation de l'armée de Aviation légère de l'armée ukrainienne.